# Estación Peñablanca
Peñablanca es una estación de la línea de Tren Limache-Puerto. Está situada en el sector habitacional de Peñablanca, Villa Alemana, en el Gran Valparaíso, Chile, esta en la calle Sargento Aldea. Se encuentra entre los paraderos 1 y 2 de locomoción colectiva que transita por el camino urbano troncal, y es la última estación ubicada en la zona urbana del trayecto, antes de penetrar en el trazado de 12 kilómetros que la separa de la Estación Limache.
Antiguamente prestó servicios para la línea ferroviaria Santiago-Valparaíso, y posteriormente para el Metro Regional de Valparaíso.

## Historia

### Ferrocarril Santiago-Valparaíso
Inaugurada el 14 de septiembre de 1863, fue una de las estaciones de tránsito del Ferrocarril Santiago-Valparaíso, creada en el sector de Peñablanca. La importancia que tuvo el ferrocarril para el transporte de personas y productos entre Valparaíso, principal puerto del país, y la capital Santiago, provocó que la zona comenzara, lentamente, a recibir una gran cantidad de población.
Para 1933, la zona ya recibía un fuerte impacto urbano y se creó la comuna de Villa Alemana, a la cual, también, se le inauguró su estación propia.